# عقوبة الإعدام في تركيا
ألغيت عقوبة الإعدام في تركيا اعتبارا من عام 2004، ولم تعدم أي سجين لديها منذ عام 1984.

## تاريخها
عادة ما كانت تجري الإعدامات قبل عام 1984 عقب الانقلابات العسكرية. أعدم عدنان مينديريس الذي كان رئيسا للوزراء شنقا يوم 17 أيلول عام 1961 عقب محاولة الانقلاب عام 1960، مع وزيرين آخرين وهما فاتن روستو زورلو وحسن بولاتكان. وأعدم القادة الطلابيين دينيز غيزميس وحسين إينان ويوسف أسلان شنقا يوم 6 أيار عام 1972 بعد بلاغ الانقلاب العسكري عام 1971. وبعد محاولة انقلاب عام 1980، وبين العامين 1980 و1984، أعدمت السلطات التركية 50 رجلا بالمجمل، من بينهم 28 ناشطا سياسيا.
خصصت 24 مادة من قانون العقوبات التركي لعام 1926 (القانون 765) لعقوبة الإعدام الإلزامية، 19 منها مخصصة للجرائم ضد الدولة والحكومة والدستور والجيش، و10 أخرى خصصت لجرائم جنائية كالقتل والاغتصاب. حددت هذه المواد الأربع والعشرين ما إجماله 29 جريمة.
ووفقا للمادة 12 من القانون 765، ينفذ حكم الإعدام بالشنق بعد قرار بالموافقة من مجلس الأمة التركي الكبير TBBM، حيث كانت تقوم لجنة قضائية من المجلس بمراجعة الأمر قبل التصويت عليه في البرلمان بكامله؛ ويجب أن يصدق رئيس الجمهورية على القرار، وهو يملك سلطة تغيير عقوبة الإعدام بناءً على العمر أو اعتلال الصحة.
ووفقا للقانون 4771 بتاريخ 9 آب 2002 (الاتفاقية الثالثة للمواءمة مع الاتحاد الأوربي) أبطلت عقوبة الإعدام للجرائم المرتكبة وقت السلم. وأبطل القانون 5218 بتاريخ 14 تموز 2004 عقوبة الإعدام بأي وقت كان. ووقعت تركيا على البروتوكول رقم 13 الملحق بالاتفاقية الأوربية لحقوق الإنسان، بإشراف المجلس الأوربي في عام 2006.
تحدث بعض السياسيين بعد محاولة انقلاب 2016 عن استعادة عقوبة الإعدام، وأعلن أردوغان، رئيس تركيا منذ عام 2014 في يوم 29 تشرين الأول 2016 أن الحكومة (رئيس الوزراء بن علي يلدريم والوزراء) ستقدم مسودة قانون للبرلمان التركي لاستعادة العمل بحكم الإعدام، («وسأضيف توقيعي عليها»).
وكان من المفترض إعدام عبدالله أوجلان، لكن تركيا تخلت عن عقوبة الإعدام.
صرح أردوغان يوم 19 آذار 2017 بأنه يعتزم على الموافقة على استعادة العمل بعقوبة الإعدام بعد الاستفتاء الدستوري القادم. لكن هذا لم يحصل بعد.

## بدائلها
استبدل حكم الإعدام بالسجن المشدد مدى الحياة؛ ووفقا للمادة 9 من القانون 5275 في تنفيذ الحكم يوضع هؤلاء السجناء في زنزانات فردية في سجون شديدة التأمين ويسمح لهم بالتمرن لمدة ساعة يوميا في الباحة المجاورة.